# Antonio da Ponte

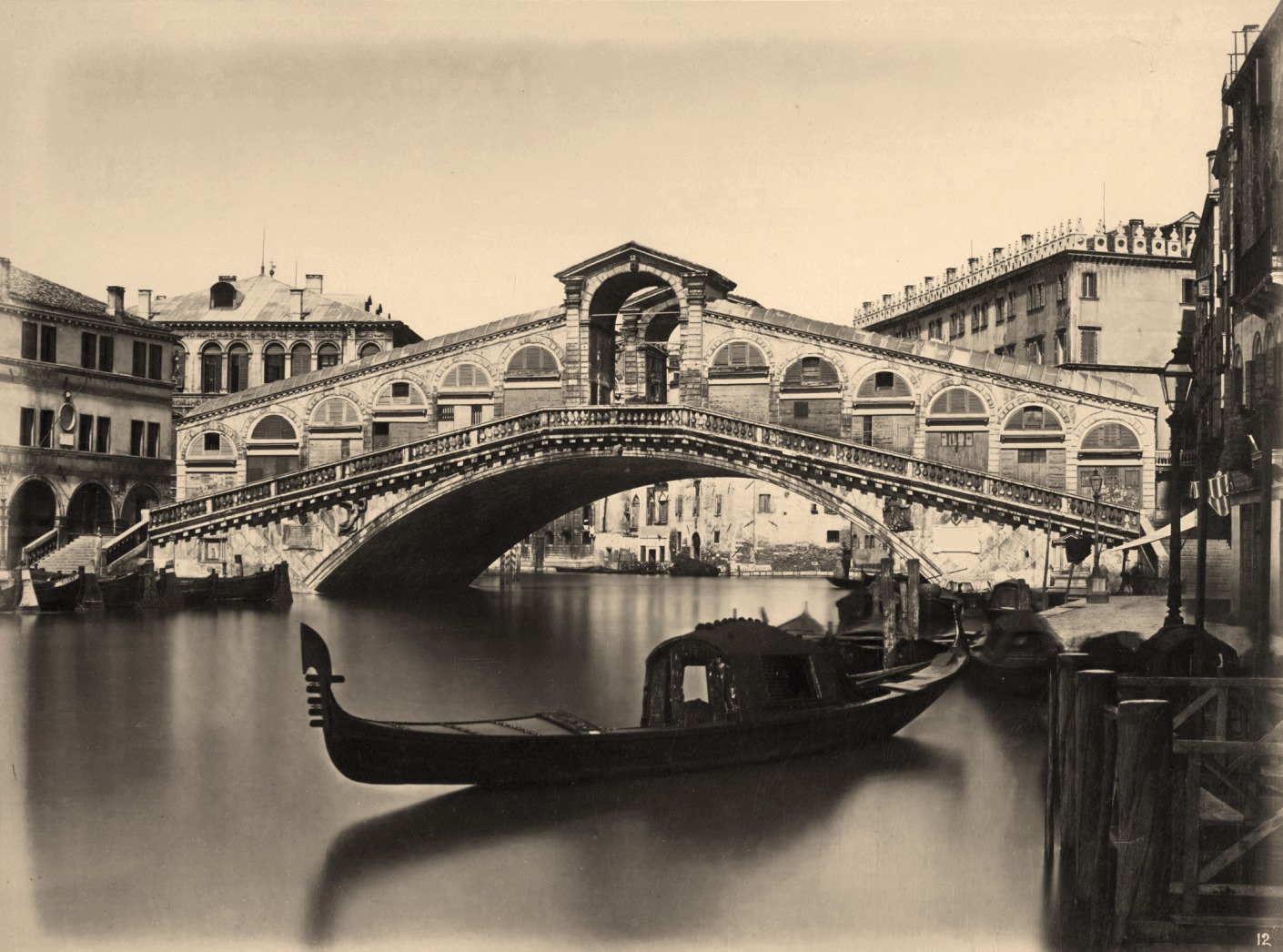
Fotografia da Ponte de Rialto em 1875

Antonio da Ponte (Veneza, 1512 - 1595) foi um arquiteto e engenheiro veneziano que construiu a Ponte de Rialto em Veneza. Embora fosse o construtor de muitas estruturas anteriores, suas obras anteriores são totalmente desconhecidos. Ganhou uma competição em 1587 por um projeto para uma ponte permanente sobre o Grande Canal no movimentado Rialto. Seu amplo espaço de arco único, coberto de lojas de arcadas, tornou-se imediatamente um dos principais monumentos da cidade.